# Røros
Røros é uma comuna da Noruega, situada na região de Sør-Trøndelag, com 1 956 km² de área e 5 637 habitantes (censo de 2006). Perto de si, encontram-se a norte Tydal e Holtålen, a sudeste Os, a sul Engerdal e a oeste da Härjedalen, na Suécia. 
Røros é uma antiga vila mineira, declarada pela Unesco como património da humanidade em 1980. A sua história, desenvolvida num cenário montanhoso, encontra-se intimamente ligada à exploração das suas minas de cobre. Estas foram criadas no século XVII, tendo a sua exploração, cessada em 1977, durado cerca de 333 anos.
Foi completamente reconstruída após a sua destruição por parte de tropas da vizinha Suécia, em 1679.
As suas casas antigas, de madeira escura, com os telhados cobertos por ervas, constituem uma das principais atracções para os turistas e conferem-lhe uma atmosfera medieval.
A temperatura mais baixa registada em Røros foi de -50,4°C, em 1914, sendo uma das localidades mais frias da Noruega. Em Janeiro de 2001, foram registados -50,1°C.

## Lenda
Reza a lenda que a origem da exploração mineira da região e da própria cidade de Røros se devem a um veado e a um camponês chamado Hans Olsen Aasen. Um dia, em 1644, enquanto caçava, Hans apontou e disparou contra um veado, como muitas vezes antes o fizera. Antes de cair, o animal pontapeou uma pedra para um local que o sol iluminava e esta brilhou.
Dois anos mais tarde, os primeiros trabalhos de escavação tinham terminado, junto ao rio Hyttelva, e podia assim começar a história da cidade mineira.

## Turismo
No centro histórico da cidade, muito bem preservado, é possível encontrar diversas lojas de artesanato e oficinas de artesãos.
Um decreto real de 1853, ordenou que tivesse lugar em Røros, todos os anos, um mercado, tendo início na penúltima terça-feira do mês de Fevereiro e terminando na sexta-feira seguinte. O mercado continua a realizar-se nos dias de hoje, oferendo produtos tradicionais a uma multidão de compradores, que se aglomera à volta dos cerca de 200 expositores presentes. Ao mesmo tempo que as compras e vendas se desenrolam, decorrem diversos espectáculos culturais de dança e folclore.
A cidade dispõe de uma linha de caminho-de-ferro, conhecida por Rørosbanen, e de um aeroporto, permitindo ligações rápidas a Oslo.

## Curiosidades
As cenas de Inverno da série televisiva sueca Pipi das Meias Altas foram filmadas em Røros.

## Classificação como Património Mundial
Røros foi classificada pela UNESCO como Património Mundial em 1980. A classificação foi estendida em 2010, alargando a área protegida e passando a designar-se o sítio como Cidade Mineira de Røros e Circunferência.